# Installationsqualifizierung
Die Installationsqualifizierung (IQ) (englisch installation qualification) dokumentiert die korrekte Umsetzung der zuvor (z. B. in der Design Qualification, DQ) definierten Anforderungen bei der Aufstellung und Installation der gelieferten Anlage. Durch die IQ wird sichergestellt, dass die Anlage den Anforderungen des Nutzers entsprechend und damit spezifikationsgemäß (Lasten- bzw. Pflichtenheft) aufgebaut wurde und eine hinreichende Dokumentation als Nachweis dafür existiert.

## Allgemeine Tätigkeiten
Die Tätigkeiten während der Installationsqualifizierung und die vorhandenen bzw. zu erstellenden Dokumente sind zum Beispiel:
- Bestandsaufnahme und Inventarisierung der gelieferten Komponenten sowie eine Prüfung gegenüber den Bestellunterlagen
- Überprüfung der Montage anhand der Rohrleitungs- und Instrumentierungsschemata  (R&l-Schema, Isometrie) und anderer verbindlicher Pläne
- Zusammenstellung der Dokumentationen und Katalogisierung der Handbücher
- Erzeugung einer Mess-, Steuer-, Regelungstechnik-Stellenliste (MSR-Stellen-Liste) und Bestimmung der qualitätsrelevanten Messstellen. Zur eindeutigen Identifikation  sind die Messeinrichtungen mit Messstellennummern zu versehen
- Überprüfung der Kalibrierfähigkeit der MSR-Stellen. Dabei wird geprüft, ob die Messelemente zugänglich und ausbaubar sind
- Liste der computergestützten Systemkomponenten